# Grimm (film)
Pour plus de détails, voir Fiche technique et Distribution.
Grimm est un film néerlandais réalisé par Alex van Warmerdam, sorti en 2003.
Le film est inspiré des contes des Frères Grimm.

## Synopsis
Un frère et une sœur, Jacob et Marie, sont abandonnés dans la forêt par leur père.

## Fiche technique
- Titre français : Grimm
- Réalisation : Alex van Warmerdam
- Scénario : Otakar Votocek et Alex van Warmerdam
- Direction artistique : Jantien Wijker
- Costumes : Bina Daigeler et Leonie Polak
- Photographie : Tom Erisman
- Montage : Stefan Kamp
- Musique : Alex van Warmerdam
- Pays d'origine : Pays-Bas
- Format : Couleurs - 35 mm - 1,85:1 - Dolby Digital
- Genre : aventure, comédie dramatique
- Durée : 103 minutes
- Date de sortie :
  - Canada : 10 septembre 2003 (Festival international du film de Toronto 2003)

## Distribution
- Halina Reijn : Marie
- Jacob Derwig : Jacob
- Carmelo Gómez : Diego
- Elvira Mínguez : Teresa
- Ulises Dumont : Luis
- Teresa Berganza : la mère
- Johan Leysen : le père
- Frank Lammers : le fermier
- Annet Malherbe : la femme du fermier

## Distinctions

### Sélections
- Festival international du film de Toronto 2003 : sélection en section Contemporary World Cinema
- Festival de Saint-Sébastien 2003 : sélection en compétition